# Natação nos Jogos Olímpicos de Verão da Juventude de 2014 - 100 m bruços Moças
As provas de natação' dos' 100 m bruços de moças nos Jogos Olímpicos de Verão da Juventude de 2014 decorreram a 19 e 20 de Agosto de 2014 no natatório do Centro Olímpico de Desportos de Nanquim em Nanquim, China. A lituana Rūta Meilutytė foi facilmente campeã Olímpica, a Prata foi para Yun He da China e a ucraniana Anastasiya Malyavina ganhou o Bronze.

## Medalhistas
| Ouro   | LTU Rūta Meilutytė       |
| Prata  | CHN He Yun               |
| Bronze | UKR Anastasiya Malyavina |

## Resultados da final
| Pos.              | Linha | Nadador                  | Tempo total | Diferença |
| ----------------- | ----- | ------------------------ | ----------- | --------- |
| Medalha de ouro   | 4     | LTU Rūta Meilutytė       | 1:05.39     |           |
| Medalha de prata  | 5     | CHN He Yun               | 1:07.49     | +2.10     |
| Medalha de bronze | 3     | RUS Anastasiya Malyavina | 1:08.16     | +2.77     |
| 4                 | 8     | HUN Anna Sztankovics     | 1:08.66     | +3.27     |
| 5                 | 6     | FIN Silja Kansakoski     | 1:09.30     | +3.91     |
| 6                 | 7     | GBR Georgina Evans       | 1:09.69     | +4.30     |
| 7                 | 2     | HUN Dalma Sebestyen      | 1:09.71     | +4.32     |
| 8                 | 1     | GER Julia Willers        | 1:09.98     | +4.59     |